# SU-122
SU-122 var en sovjetisk infanterikanonvagn med 122mm kanon, byggd på samma chassi som T-34. Den var inspirerad att den framgångsrika tyska Sturmgeschütz III. Produktionen började i december 1942 med 27 vagnar byggda första månaden, planen var att bygga 100 stycken SU-122 varje månad. När produktionen upphörde sommaren 1944 hade totalt 1 150 stycken SU-122 byggts.

Källa: Engelska Wikipedia